# Álvaro Giménez Candela
Álvaro Giménez Candela (Elche, Alicante, 19 de mayo de 1991) es un futbolista español. Juega como delantero en el Racing Club de Ferrol de la Primera Federación.

## Trayectoria
Nacido en Elche, Alicante, Comunidad Valenciana, Giménez era un producto de la ciudad natal, de las categorías inferiores del Elche C. F. Hizo su debut con el primer equipo el 22 de septiembre de 2007 en una derrota 2-1 como visitante contra la Real Sociedad, y jugó seis partidos más en la Segunda División de España con el equipo durante esa temporada.
En enero de 2010 Álvaro firmó con los vecinos Valencia C. F., que ya habían tratado de adquirir al jugador la temporada anterior. Fue asignado al Valencia C. F. Mestalla que militaba en la Segunda División B.
Volvió a su ciudad natal para jugar la temporada 2010-11 en la Tercera División con el Huracán Valencia. 
El 4 de julio de 2011 se unió al R. C. D. Mallorca ""B" en la tercera categoría, siendo promovido al primer equipo en breve y realizó su debut en la Primera División el 29 de octubre de 2011, en una derrota por 0-5 ante el F. C. Barcelona. Sus primeros dos goles en la máxima categoría fueron en cuatro partidos, ya que anotó contra el Athletic Club (1-1, en casa) y Sporting de Gijón (3-2, fuera) - en ambas ocasiones, fue titular a las órdenes de Joaquín Caparrós. Sin embargo, en agosto de 2012, se sometió a una cirugía para corregir una pubalgia, siendo baja hasta noviembre. 
En el verano de 2013 se unió de nuevo al Elche C. F., siendo asignado inicialmente al Elche C. F. Ilicitano en la Segunda División B. En octubre sufrió una  lesión en la rodilla, siendo baja hasta mayo del año siguiente. El 19 de agosto de 2014 firmó un nuevo contrato de dos años con los franjiverdes, siendo definitivamente promovido al equipo principal.
Durante la temporada 2014-15 volvió a jugar en Primera División tras el ascenso del equipo a la máxima categoría. Con su aportación ayudó al equipo a mantenerse en la categoría pero el club sufrió un descenso administrativo a Segunda División. Tras el término de la temporada 2015-16 fichó como agente libre por la A. D. Alcorcón donde jugó durante dos temporadas. 
En la temporada 2018-19 Álvaro Giménez fichó por la U. D. Almería, logrando al final de la misma ser el máximo goleador de la Segunda División con un total de 20 goles.
En agosto de 2019 se marchó al Birmingham City inglés. Tras media temporada, el 31 de enero de 2020 regresó a España para jugar cedido en el Cádiz C. F., quedándose en el club al término de la misma firmando un contrato hasta 2023.
El 31 de enero de 2021 llegó como cedido al R. C. D. Mallorca. A mediados de agosto volvió a salir a préstamo, siendo el Real Zaragoza su destino. Tras esta cesión regresó a Cádiz y a finales de enero de 2023 le fue rescindido el contrato después de haber jugado dieciséis minutos en un único partido de liga en lo que se llevaba de temporada. Entonces estuvo sin equipo hasta que en julio fichó por el Racing Club de Ferrol que acababa de ascender a Segunda División.

## Estadísticas
Actualizado al último partido disputado el 31 de mayo de 2025.
| Club                                              | Div.          | Temporada     | Liga  | Liga  | Copas nacionales(1) | Copas nacionales(1) | Copas internacionales | Copas internacionales | Total | Total |
| Club                                              | Div.          | Temporada     | Part. | Goles | Part.               | Goles               | Part.                 | Goles                 | Part. | Goles |
| ------------------------------------------------- | ------------- | ------------- | ----- | ----- | ------------------- | ------------------- | --------------------- | --------------------- | ----- | ----- |
| Elche C. F. · España                              | 2.ª           | 2007-08       | 7     | 0     | 0                   | 0                   | —                     | —                     | 7     | 0     |
| Elche C. F. · España                              | 2.ª           | 2008-09       | 0     | 0     | 1                   | 0                   | —                     | —                     | 1     | 0     |
| Valencia C. F. Mestalla · España                  | 2.ª B         | 2009-10       | 2     | 0     | —                   | —                   | —                     | —                     | 2     | 0     |
| Valencia C. F. Mestalla · España                  | Total club    | Total club    | 2     | 0     | 0                   | 0                   | 0                     | 0                     | 2     | 0     |
| Torrellano Illice · España                        | 3.ª           | 2010-11       | ?     | ?     | —                   | —                   | —                     | —                     | ?     | ?     |
| Torrellano Illice · España                        | Total club    | Total club    | ?     | ?     | 0                   | 0                   | 0                     | 0                     | ?     | ?     |
| R. C. D. Mallorca "B" · España                    | 2.ª B         | 2011-12       | 16    | 4     | —                   | —                   | —                     | —                     | 16    | 4     |
| R. C. D. Mallorca "B" · España                    | 2.ª B         | 2012-13       | 12    | 2     | —                   | —                   | —                     | —                     | 12    | 2     |
| R. C. D. Mallorca "B" · España                    | Total club    | Total club    | 28    | 6     | 0                   | 0                   | 0                     | 0                     | 28    | 6     |
| R. C. D. Mallorca · España                        | 1.ª           | 2011-12       | 12    | 2     | 2                   | 0                   | —                     | —                     | 14    | 2     |
| R. C. D. Mallorca · España                        | 1.ª           | 2012-13       | 1     | 0     | 1                   | 0                   | —                     | —                     | 2     | 0     |
| Elche Ilicitano C. F. · España                    | 2.ª B         | 2013-14       | 6     | 1     | —                   | —                   | —                     | —                     | 6     | 1     |
| Elche Ilicitano C. F. · España                    | Total club    | Total club    | 6     | 1     | 0                   | 0                   | 0                     | 0                     | 6     | 1     |
| Elche C. F. · España                              | 1.ª           | 2013-14       | 2     | 0     | 0                   | 0                   | —                     | —                     | 2     | 0     |
| Elche C. F. · España                              | 1.ª           | 2014-15       | 17    | 0     | 2                   | 0                   | —                     | —                     | 19    | 0     |
| Elche C. F. · España                              | 2.ª           | 2015-16       | 39    | 2     | 1                   | 0                   | —                     | —                     | 40    | 2     |
| Elche C. F. · España                              | Total club    | Total club    | 65    | 2     | 4                   | 0                   | 0                     | 0                     | 69    | 2     |
| A. D. Alcorcón · España                           | 2.ª           | 2016-17       | 32    | 2     | 5                   | 2                   | —                     | —                     | 37    | 4     |
| A. D. Alcorcón · España                           | 2.ª           | 2017-18       | 29    | 6     | 1                   | 0                   | —                     | —                     | 30    | 6     |
| A. D. Alcorcón · España                           | Total club    | Total club    | 61    | 8     | 6                   | 2                   | 0                     | 0                     | 67    | 10    |
| U. D. Almería · España                            | 2.ª           | 2018-19       | 39    | 20    | 0                   | 0                   | —                     | —                     | 39    | 20    |
| U. D. Almería · España                            | Total club    | Total club    | 39    | 20    | 0                   | 0                   | 0                     | 0                     | 39    | 20    |
| Birmingham City F. C. Inglaterra                  | 2.ª           | 2019-20       | 24    | 3     | 1                   | 0                   | —                     | —                     | 25    | 3     |
| Birmingham City F. C. Inglaterra                  | Total club    | Total club    | 24    | 3     | 1                   | 0                   | 0                     | 0                     | 25    | 3     |
| Cádiz C. F. · España                              | 2.ª           | 2019-20       | 13    | 1     | 0                   | 0                   | —                     | —                     | 13    | 1     |
| Cádiz C. F. · España                              | 1.ª           | 2020-21       | 11    | 2     | 3                   | 0                   | —                     | —                     | 14    | 2     |
| R. C. D. Mallorca · España                        | 2.ª           | 2020-21       | 14    | 1     | —                   | —                   | —                     | —                     | 14    | 1     |
| R. C. D. Mallorca · España                        | Total club    | Total club    | 27    | 3     | 3                   | 0                   | 0                     | 0                     | 30    | 3     |
| Real Zaragoza · España                            | 2.ª           | 2021-22       | 34    | 5     | 3                   | 0                   | —                     | —                     | 37    | 5     |
| Real Zaragoza · España                            | Total club    | Total club    | 34    | 5     | 3                   | 0                   | 0                     | 0                     | 37    | 5     |
| Cádiz C. F. · España                              | 1.ª           | 2022-23       | 1     | 0     | 1                   | 0                   | —                     | —                     | 2     | 0     |
| Cádiz C. F. · España                              | Total club    | Total club    | 25    | 3     | 4                   | 0                   | 0                     | 0                     | 29    | 3     |
| Racing Club de Ferrol · España                    | 2.ª           | 2023-24       | 38    | 11    | 3                   | 2                   | —                     | —                     | 41    | 13    |
| Racing Club de Ferrol · España                    | 2.ª           | 2024-25       | 37    | 4     | 2                   | 2                   | —                     | —                     | 39    | 6     |
| Racing Club de Ferrol · España                    | Total club    | Total club    | 75    | 15    | 5                   | 4                   | 0                     | 0                     | 80    | 19    |
| Total carrera                                     | Total carrera | Total carrera | 386   | 66    | 26                  | 6                   | 0                     | 0                     | 412   | 72    |
| (1) Incluye datos de la Copa del Rey y la FA Cup. |               |               |       |       |                     |                     |                       |                       |       |       |